# جهان و باخترزمین
جهان و باخترزمین کتابی است که توسط آرنولد توین بی، نویسندهٔ اهل انگلستان نوشته شده‌است.